# (3724) Annenskij
(3724) Annenskij (1979 YN8) – planetoida z pasa głównego asteroid okrążająca Słońce w ciągu 4,6 lat w średniej odległości 2,76 j.a. Odkryła ją Ludmiła Żurawlowa 23 grudnia 1979 roku.